# Deborah Ombres
Deborah Ombres (Valladolid, 3 de novembre de 1975), és una "drag queen", presentadora i actriu espanyola resident a Madrid.

## Biografia
Es va traslladar a Madrid per a estudiar art dramàtic, dansa i arts marcials. Va començar la seua carrera als escenaris espanyols en 2002 amb Mamá, quiero ser drágstica, espectacle amb què va girar fins al 2009. Ha eixit en diversos anuncis publicitaris fins a fer-se presentadora de la MTV espanyola, en MTV Hot. Amb aquest programa es va convertir en la primera drag queen presentadora d'un programa a Espanya. En la mateixa cadena també va tindre el seu programa de sexualitat Deborah y el Sexo.
Ha participat en altres programes televisius com La Selva de los Famosos i Caiga quien caiga. Va deixar tots els programes i intervencions televisives per a presentar Rompecorazones en Cuatro. Aquest programa es va deixar d'emetre durant les festes de nadal de 2005-2006 per baixa audiència.
En novembre del 2005 va editar un llibre anomenat ¿A cuántos sapos hay que besar para encontrar un príncipe?, en el qual parla per primera i, segons ella, última volta sobre les seues experiències en les relacions amoroses i sexuals. Després, va presentar el programa Pink TV, en Canal 53. Durant 2009 i 2010 va representar la comèdia teatral dirigida per Eduardo Aldán Tonta ella, tonto él, amb Canco Rodríguez y Cristina Urgel. Al febrer de 2010 va publicar l'autobiografia Conectando con el sol, publicada per Lamed Editorial. Després d'uns anys fora d'Espanya, el 2017 torna com a ambaixadora del World Pride de Madrid, presentant diversos dels esdeveniments que aquest any ocorren a la ciutat. Aquest mateix any s'instal·la a la capital i comença de nou a representar-ne diversos espectacles, incloent-hi Miss Drag Pride i l'edició barcelonina de Que treballe Rita. Així mateix, va participar en Spain calling, Aloha Edition, programa de TVE previ al Festival d'Eurovisió de 2017. Després de participar com a presentadora en una adaptació cancel·lada de Drag Race, va tornar a la vida anònima i al seu Valladolid natal.

## Filmografia
- MTV Hot (2001-2004).
- Deborah y el Sexo (2002-2004).
- La selva de los famosos (2004).
- Caiga quien caiga (2005).
- Rompecorazones (2006).
- Lalola (2008).
- Pink Tv (2007-2009).
- Mrs. Carrington (2009).
- Quiero ser divina (2010).
- Spain calling, Aloha Edition (2017).